# Little Yeldham
Little Yeldham is een civil parish in het bestuurlijke gebied Braintree, in het Engelse graafschap Essex.